# Molodețke (Novooleksandrivka), Kirovohrad
Molodețke (în ucraineană Молодецьке) este un sat în comuna Novooleksandrivka din raionul Kirovohrad, regiunea Kirovohrad, Ucraina.

## Demografie
Componența lingvistică a localității Molodețke
     Ucraineană (96,97%)
     Rusă (3,03%)
Conform recensământului din 2001, majoritatea populației localității Molodețke era vorbitoare de ucraineană (96,97%), existând în minoritate și vorbitori de rusă (3,03%).